# Enterprise Architect
Sparx Systems Enterprise Architect是一款基于OMG UML的可视化模型与设计工具，提供了对软件系统的设计和构建、业务流程建模和基于领域建模的支持，被企业和组织不仅应用于对系统的建模，还用于推进模型在整个应用程序开发周期中实现。

## 概况
UML建模为组织架构各个方面的建模奠定了基础，并为设计和实现新的系统、修改遗留系统提供了方便。UML可以为制定组织或系统架构、业务流程重组、营业分析、面向服务的体系结构、模型驱动的网页开发、应用程序与数据库设计和再造、嵌入式系统开发等方面服务。
从需求、设计、建造、测试到维护阶段，从各阶段项目管理、变更控制工具，到适用于模型驱动开发的内建集成开发环境，Enterprise Architect涵盖了应用程序开发生命周期的核心问题。其用户群覆盖了从小型开发企业、跨国公司、政府机构到国际行业标准机构的程序员、业务分析师到企业架构师。
Sparx Systems从2000年起开始发布Enterprise Architect，最初是为UML 1.1建模的UML建模工具，目前已经支持其他的OMG UML标准，如1.3、2.0、2.1、2.3和2.4.1。